# Stara maslina
Stara maslina est un olivier situé à Stari Bar, au Monténégro. Stara maslina signifie vieil olivier en français. Il est vieux de plus de 2 000 ans et est considéré comme un des plus vieux arbres d’Europe.

## Présentation
Le volume du tronc est de 10 m3.
L'arbre bénéficie d'une protection par la loi depuis 1963.

## Légende
Une légende raconte que lors des disputes familiales, une réunion sous l'arbre permettait une réconciliation.